# Yolanda Graziani
Yolanda Graziani (Las Palmas de Gran Canaria, 3 de diciembre de 1926-20 de octubre de 2024) fue una pintora autodidacta española con una amplia trayectoria en pintura de raíz onírica. Es considerada un referente generacional en su profunda abstracción lírica, reconocida por grandes artistas como Salvador Dalí. Expuso su obra en diferentes países, tanto a nivel individual como colectivo.

## Trayectoria
Graziani nació en Las Palmas de Gran Canaria en 1926. Sus padres, de origen italiano, llegaron a Canarias de luna de miel en la década de 1920. Su padre era dentista y esta era una profesión muy demandada, por lo que decidieron establecerse en Gran Canaria. Para su formación, el psicólogo Rafael O'Shanahan recomendó a Graziani asistir a la Escuela Luján Pérez de pintura. Sin embargo, tras asistir un único día, ella sintió que no era su espacio y decidió seguir su trayectoria de forma autodidacta.
En 1962, expuso por primera vez en la X Bienal Regional de Bellas Artes en las Palmas de Gran Canaria donde recibió el Segundo Premio de Pintura. Al año siguiente, en 1963, celebró su primera exposición individual en el Gabinete Literario de Las Palmas de Gran Canaria y, desde entonces, ha expuesto en numerosas ciudades tales como Venecia, Madrid, Barcelona, Bilbao, Estocolmo, Roma, Florencia o Colliure.

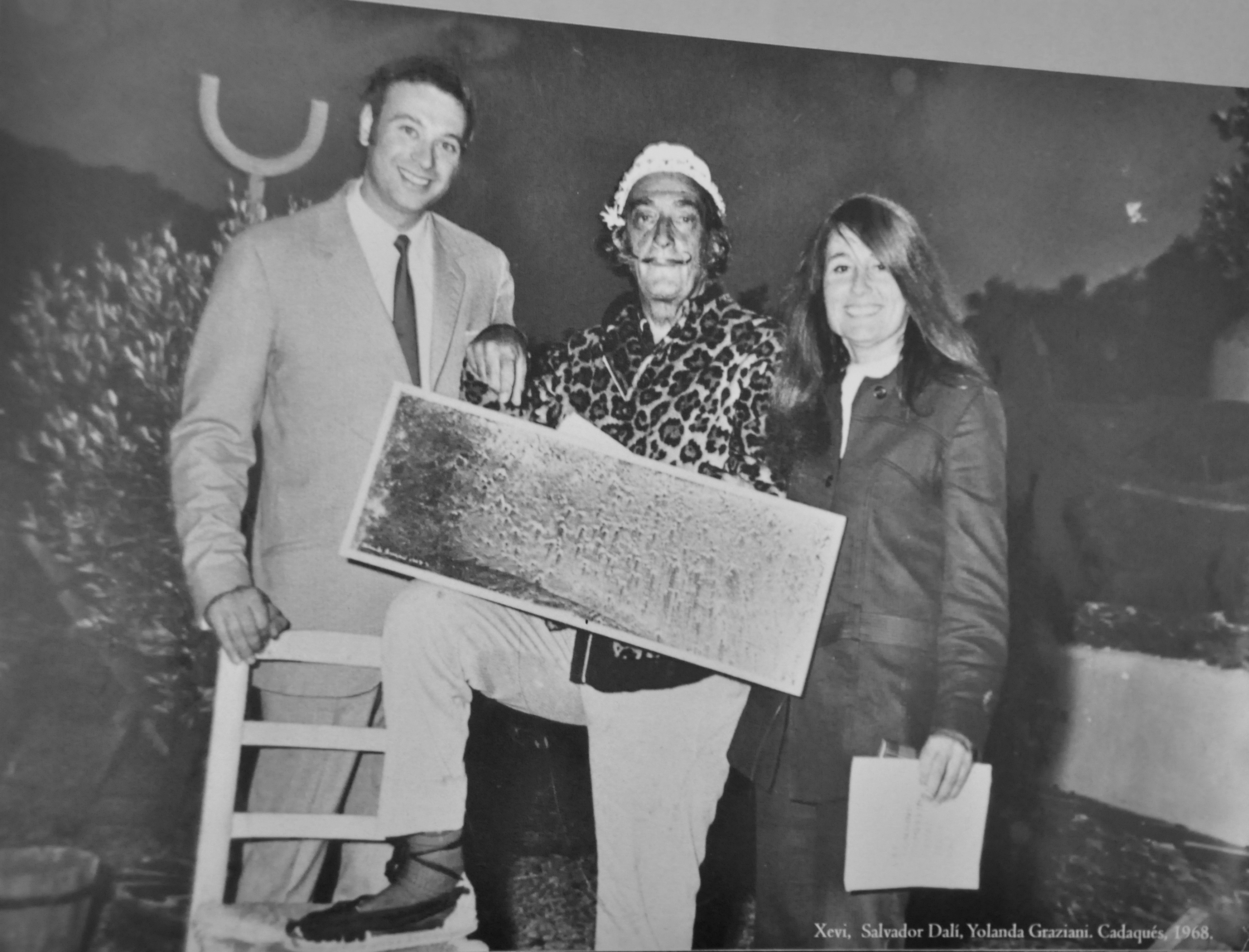
Yolanda Graziani con Salvador Dalí en Cadaqués, 1968.

Muchos artistas de fama internacional han alabado la obra de Graziani. Entre ellos, Salvador Dalí, al que conoció en 1968 en su residencia de Cadaqués, y que afirmó: “La técnica de Yolanda Graziani es prodigiosa y su fantasía te hace ver esos mundos alejados para las personas corrientes, pero que existen, en la Luna, en el cosmos, y que es solo dado a ver a los elegidos”.